# PlayStation 4
PlayStation 4（官方縮寫：PS4）是索尼互動娛樂推出的家用電子遊樂器，2013年11月15日於北美首度販售。本機作為PlayStation 3的續作機型，於電子遊戲史中為第八世代機種。
在新增的應用和服務方面，索尼在智慧型手機和平板電腦上推出專屬應用程式「PlayStation App」，讓這些裝置成為第二螢幕以加強遊戲體驗。索尼也推出了雲端遊戲的串流服務「PlayStation Now」。此外搭配的控制器上增加了「分享」按鈕，讓使用者易於將遊玩過程作直播或录制等用途。
2020年11月12日，后代机种PlayStation 5上市。

## 历史
系统设计师馬克·瑟尼（Mark Cerny）表示，索尼的第八世代遊戲主機開發工作在2008年早就進行。而當時在不到兩年前，PlayStation 3因製造問題而延後了幾個月才推出，使得其上市時間落後了微軟的Xbox 360將近一年之久。歐洲PlayStation部門的CEO吉姆·雷恩曾表示索尼希望能在PS3的後繼機種上避免再犯下同樣的錯誤。
2011年有媒体称，索尼与IBM合作开发性能强劲的处理器。而在2012年又有消息称，索尼放弃了基于Cell 架构处理器的开发工作，转而使用AMD的处理器和显示芯片进行开发。
2013年，索尼宣布在2月20日于美国纽约召开以“见证未来”为主题的发布会。2013年2月20日，索尼在纽约的发布会上正式公布了“PS4”的商标、游戏主机的规格、首发游戏以及游戏演示画面。
2013年8月21日，索尼電腦娛樂公司（SCE）執行長郝斯（Andrew House）在科隆遊戲展（Gamescom）上宣佈，PS4遊戲主機將於11月15日在北美地區發布，歐洲地區則將在11月29日迎來。
2013年9月9日，日本亞洲索尼電腦娛樂（SCEJA）宣布，PS4主機將於2014年2月22日在日本地區發布，含稅價格為41979日圓，搭配PlayStation Camera的組合含稅價則為46179日圓。
2013年9月18日，索尼宣布PlayStation 4將於2013年12月中旬在亞洲地區推出，包括香港、台灣、南韓、新加坡和其他東南亞地區；由索尼電腦娛樂世界工作室（SCE Worldwide Studios）與其他軟體開發商及出版商的20款游戏也將同步推出。
2014年12月11日，索尼电脑娱乐上海在上海举行发布会正式公布PlayStation 4以及PlayStation Vita的相关信息，并宣布将于2015年1月11日在華发售两部主机。后来，索尼“PlayStation中国”官微发表声明，推迟原定1月11日发售的PlayStation 4、PlayStation Vita、配件产品及相关游戏软件的上市时间至3月20日。
2016年9月8日，索尼互动娱乐在纽约举办发布会，公布了PlayStation 4的改版机型“PlayStation 4 Slim”及强化版机型“PlayStation 4 Pro”。PlayStation 4 Slim与初版相比在性能上保持一致，但在外观上比初版更小更轻薄。PlayStation 4 Pro则相比之下加强了机能，采用了更强劲的CPU及GPU，并且采用棋盘渲染使其支持4K分辨率（升頻4K）的游戏影像输出，在外观上也比初版更厚重。同一天，索尼还公布了新的DualShock 4手柄以及新的PlayStation Camera。

## 规格
官方宣稱PS4在硬體上比前代PS3大幅提升，運算能力大約是PS3的20倍，遊戲畫面進一步提升解像度到“高達1080P”、每秒顯示張數“高達每秒60張”。對比PS3，PS4加入不少特色，例如跨遊戲語音聊天功能、轉型成真實好友構成的網絡以及透過Ustream和Twitch網路串流實況轉播遊玩畫面。據稱有更多的PS4機能將會陸續推出。在主机开发过程中，为了避免过于追求性能而使制作游戏软件更加困难的情况的发生，索尼放弃了PlayStation 3原有的设计，重新选择了与个人电脑相同的X86架构，使得游戏开发更加容易；但是缺點是與PS3、PS2或是PSone®遊戲不相容。
PS4採用以超微（AMD）為基礎的x86-64架構處理器，與使用Cell架構的PS3不同。更換處理器架構的目的是讓遊戲開發的過程變得更容易，以吸引更多不同的開發者加入。這樣的變更是來自於索尼在PS3的開發、製造和發售過程中所學習到的經驗。PS4其他的硬體特徵包括內建8 GB的GDDR5整合式記憶體、更快速的藍光光碟機，以及專門用來處理音訊、影像、以及其它背景服務的定製處理晶片。

### 技术规格
PlayStation 4使用了由索尼與AMD超微半導體合作开发的处理器，整合了中央處理器（CPU）、圖形處理器（GPU）以及包括内存控制器和視訊編解碼器在內的其他元件。其共計八核心的中央處理器是由兩個x86-64架構的四核心AMD Jaguar模組組成。圖形處理器由18個運算單元組成，理论上具有最高每秒1.84兆次的浮點運算能力（TFLOPS）。主機的GDDR5記憶體的最高運作時脈為2.75GHz（每秒5500 MT），其最大記憶體頻寬為每秒176GB。PlayStation 4配有共8 GB的GDDR5記憶體，是PlayStation 3系統的16倍之多，有認為將可讓主機的市場壽命更長。主機內另配有一個專責處理下載、上傳和社群遊玩相關功能的次要處理器。這些功能可在遊戲進行中或主機待機時在背景執行。主機內也包含了一個音訊模組，能夠支援遊戲內語音交談，以及在遊戲中處理「十分大量」的音訊串流。
PlayStation 4搭载的唯读式光碟机能读取藍光光碟（PlayStation 4成为PlayStation系列首款未升级光盘介质的游戏机），其讀取速度最快可達到PS3的三倍，光碟置入方式與PS3一樣為無托盤的吸入式（slot-in）。主機內建硬體解壓縮模組，能夠加快光碟的讀取速度，並在遊戲不需存取光碟內容時將尚未讀取的資料暫時保存，這項功能是索尼「PlayGo」策略的一部份。雖然主機具有4K解析度照片和影片的播放能力，但無法渲染解析度超過1080p的遊戲。主機內建500 GB容量的硬碟作為額外的儲存空間，使用者也可自行升級更換硬碟（支持7mm与9mm厚的2.5英寸规格硬盘）。
PlayStation 4支援WiFi、乙太網路連結和藍牙傳輸，並有兩個USB 3.0連接埠。此外也有一個可連接動作感應裝置PlayStation Camera的接孔。主機包裝內付有一個可與DualShock 4連結的單聲道耳機麥克風組。視訊和音訊的輸出界面支援HDMI和光纖S/PDIF音訊。主機無法輸出類比視訊和音訊。
雖然在推出時尚無法使用，但PlayStation 4具有「睡眠模式」（suspend mode）功能。該功能可讓主機以低功耗運作，讓使用者能快速喚醒主機並繼續遊戲。在睡眠模式中主機也能自動下載遊戲或軟體更新等內容。
PlayStation 4內建支持110－240伏特的通用交流電電源供應器，其最大電源值為250瓦特。根據Eurogamer網站的測試，主機在操作選單時消耗約80瓦特的電力，在遊戲進行中則會提升至110－120瓦特，在選單模式和遊戲中最高可達到140瓦特的功耗。而自然資源保護協會（NRDC）的測試結果也顯示了相近的數據，在遊戲進行時最高功耗為137瓦特（包含連結PlayStation Camera）；在待机模式下（连接网络）测量的功耗为8.8瓦特，而关机状态下则为0.5瓦特。
此外，PS4主機有多個型號，CUH-1000為初代發售型號，CUH-1100為後續銷售型號，CUH-1200則為小改型號，相比于CUH-1000和CUH-1100的虛擬觸摸式電源鍵和光驅吐盤鍵，CUH-1200則都改為實體按鍵，避免了因靜電導致的誤吐碟現象。

### 控制器

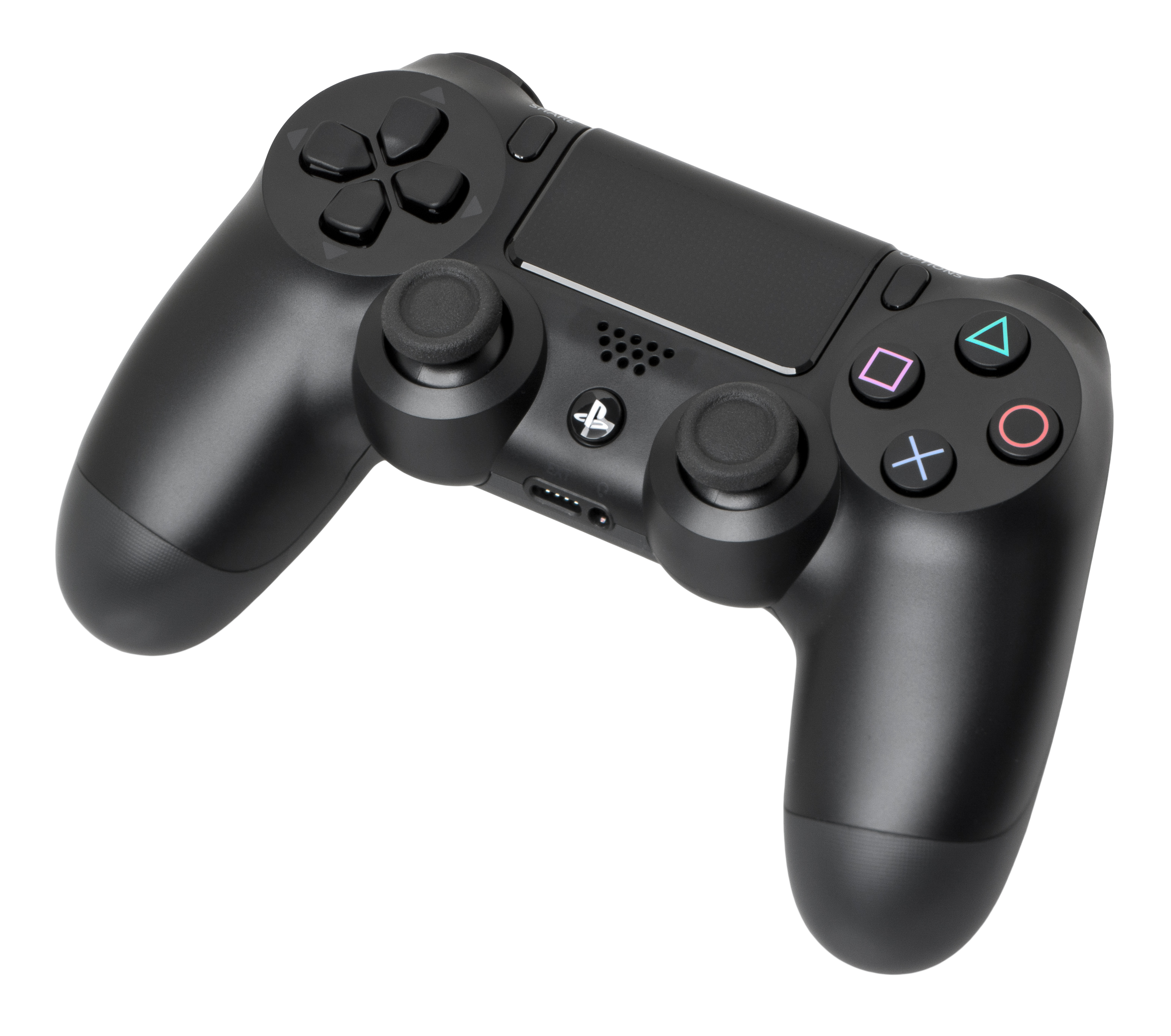
DualShock 4

PlayStation 4的主要控制器是DualShock 4，透過藍牙2.1+EDR與主機連結，舊款控制器DualShock 3則無法在PlayStation 4上使用。DualShock 4加入了數項全新的功能，包括正面配有可按壓的雙點電容式感應觸控板。此外控制器亦支援動態感測，內建三軸陀螺儀和三軸加速器，其震動功能亦有改進。DualShock 4也是第一款正式支援Windows個人電腦的PlayStation原廠控制器。控制器內建不可拆除的充電式鋰電池，容量為800 mAh。控制器重量約為210克，尺寸為162x52x98毫米，使用橡膠與塑膠材質增加握持感。
控制器內建有數個輸出連接埠。其中的3.5mm TRRS立體聲接孔可連接耳機與麥克風，能讓使用者同時接收並傳送音訊。此外控制器上亦配有一個Micro-USB連接埠、一個擴充連接埠，以及一個單聲道揚聲器。控制器可透過mirco-USB或專屬充電座進行充電。
DualShock 4上設有下列按鈕：PS按鈕、SHARE（分享）按鈕、OPTIONS（選項）按鈕、方向按鈕、動作按鈕、上端按鈕（R1、L1）、扳機按鈕（R2、L2）、類比操作桿按鈕（R3、L3）以及觸控板按鈕。其中部分按鈕配置與DualShock 3有所不同，包括START和SELECT按鈕整合為單一個OPTIONS按鈕。專屬的SHARE按鈕可讓使用者在上傳遊戲進行的影片或截圖。操作桿和各按鈕依據開發商的意見而重新設計，包括將類比操作桿的表面邊緣改為突起等。
DualShock 4同時也裝載了可顯示各種顏色的光條。不同的顏色可用來代表不同的玩者，並可作為重要訊息的提示之用（例如遊戲人物的生命值降低等）。此外光條也可與PlayStation Camera攝影機互動，讓攝影機能透過光條來判定控制器的動作和距離遠近。這項功能是以PlayStation Move技術為基礎，既有的PlayStation Move控制器亦可在PlayStation 4上使用。

### PlayStation Camera

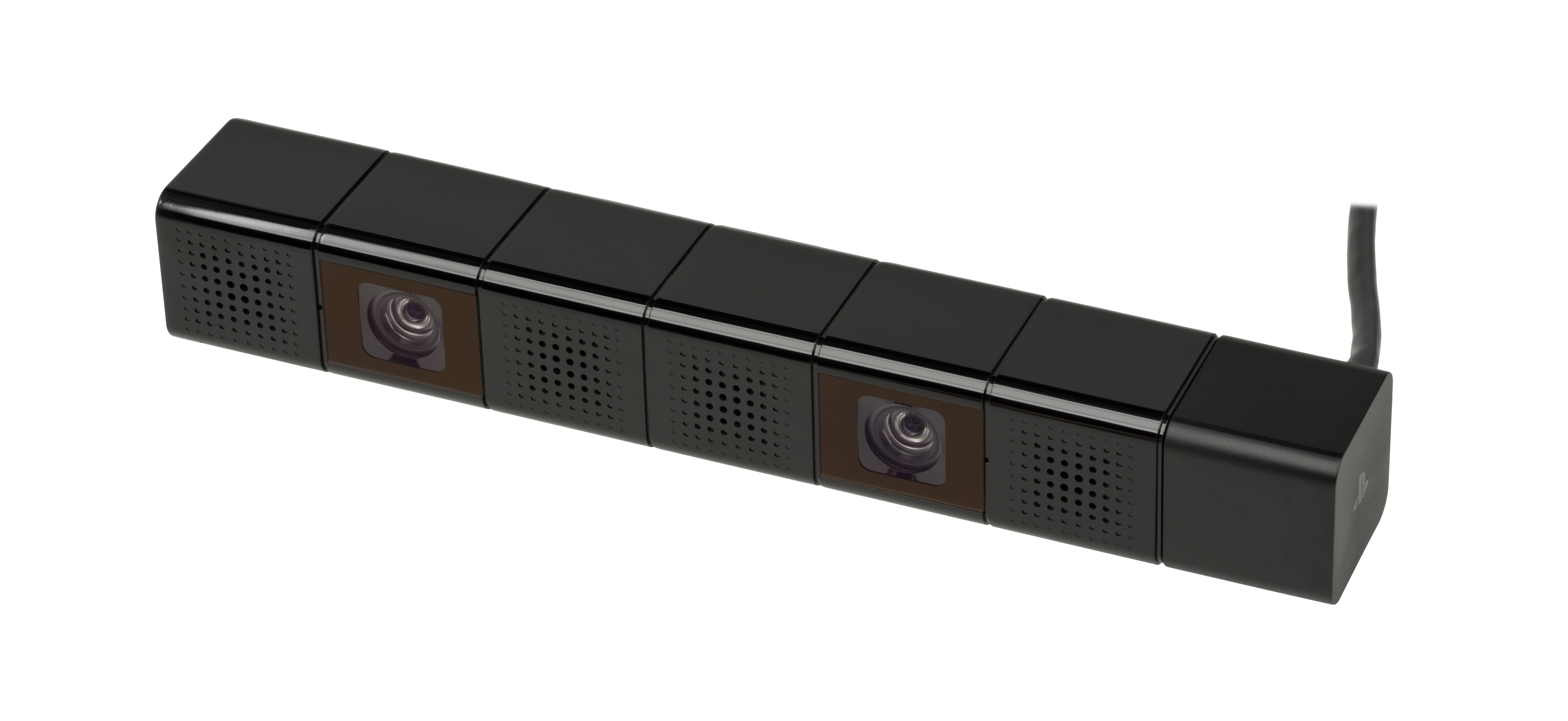
PlayStation Camera

PlayStation Camera是一個可另選購的動態感測配件。其包含兩個1280x800像素的鏡頭，光圈值為f/2.0，焦距為30cm，具備85度的視野範圍。雙鏡頭的設計能依據各種應用來改變操作模式。兩個鏡頭同時使用下可在攝影機視野範圍內對物體進行深度偵測，與Xbox的Kinect系統原理相同。此外，其中之一的鏡頭可進行影像拍攝，而另一個鏡頭則可用來偵測動作。
PlayStation Camera亦內建一組四聲道麥克風，可幫助降低背景噪音，並可接收語音控制命令。攝影機的尺寸為186x27x27厘米，重量為183克。攝影機與主機上的AUX連接埠相連，可錄製RAW和未壓縮的YUV格式影像。

## 軟體與服務

PlayStation 4使用者界面

PlayStation 4上運行的作業系統名為「Orbis OS」，改寫自FreeBSD 9.0作業系統。索尼電腦娛樂的網站上證實Orbis OS使用了FreeBSD的核心架構。
雖然PlayStation 4在沒有連結至網際網路時亦可獨立運作，但連結網際網路後則能提供「更豐富」的功能。其中PlayStation Network為使用者提供多項線上服務，包括PlayStation Store線上商店和Music Unlimited及Video Unlimited訂閱服務。顧客可在網路上瀏覽遊戲作品，並透過PlayStation Now立即進行試玩。與PlayStation 3不同，使用者需付費訂購PlayStation Plus服務才可進行大部份的線上多人遊戲，這項要求並不適用於「免費遊玩」或訂閱制的遊戲作品。然而，這項新政策的決定權主要在遊戲發行商手中，發行商可自行決定個別作品的線上多人模式是否需要PlayStation Plus才能進行。此外，為了配合訂閱制線上多人遊玩服務，索尼禁止發行商在系統上推出線上通行證（online pass）服務。索尼預計將在主機的壽命期間中持續擴展與改進各項服務功能。
PlayStation 4在推出後透過軟體更新提供播放MP3和DLNA伺服器媒體的功能。

### 使用者界面
PlayStation 4放棄了PlayStation 3中的跨界導航選單（XMB），改用了全新設計的使用者界面，稱為「PlayStation動態選單」（PlayStation Dynamic Menu）。玩者的使用者檔案中會顯示近期的活動記錄、獲得的獎盃，以及其他進一步的資訊。系統的主畫面也會顯示可自定的好友動態等內容。此外，各項如Netflix、Hulu等第三方服務也能透過新界面啟動。系統亦支援多工處理，例如在進行遊戲的同時開啟網路瀏覽器等。
PlayStation 4在發售時所提供的第三方線上服務依據國家而有所不同。PlayStation 4在2013年11月15日於美國上市，同時提供的數位娛樂軟體共有11款，包括Amazon Instant Video、Crackle、Crunchyroll、EPIX、Hulu Plus、NBA Game Time、Netflix、NHL GameCenter LIVE、Redbox、VUDU和YuppTV。在日本則預計將推出「JOYSOUND DIVE 2」（名稱暫定）線上卡拉OK服務。

### 語音控制
使用者可透過麥克風或PlayStation Camera對主機輸入語音指令。雖然在推出時所支援的指令內容和語言有限，但索尼預計將在近期內擴充支援的語音指令功能。

## 社交功能
「社交」功能是索尼在PlayStation 4上加重強調的主要特色之一，玩者可自由選擇使用或停用這些社交功能。使用者可在PlayStation Network上選擇顯示本名或暱稱。

### 共享
DualShock 4控制器上設有一個「SHARE」按鈕，能夠讓玩者從前15分鐘的遊戲錄影畫面中選擇片段或截圖與他人共享。媒體檔案能直接從主機上傳至Youtube或Facebook、Twitter等社交網路服務。截至2013年12月10日，已有超過2000萬分鐘的即時遊戲過程直播影片透過SHARE按鈕分享出去。

### 即時直播
玩者可在PlayStation  4的界面中瀏覽好友正在遊玩的遊戲即時畫面，其支援跨遊戲的攝影機與麥克風輸入、觀戰或協助功能，並可透過Twitch、Ustream或NICONICO生放送（2014年春季在日本推出）網站對外公開直播遊戲過程，其他人可透過網路瀏覽器或其他裝置觀看。

## 游戏

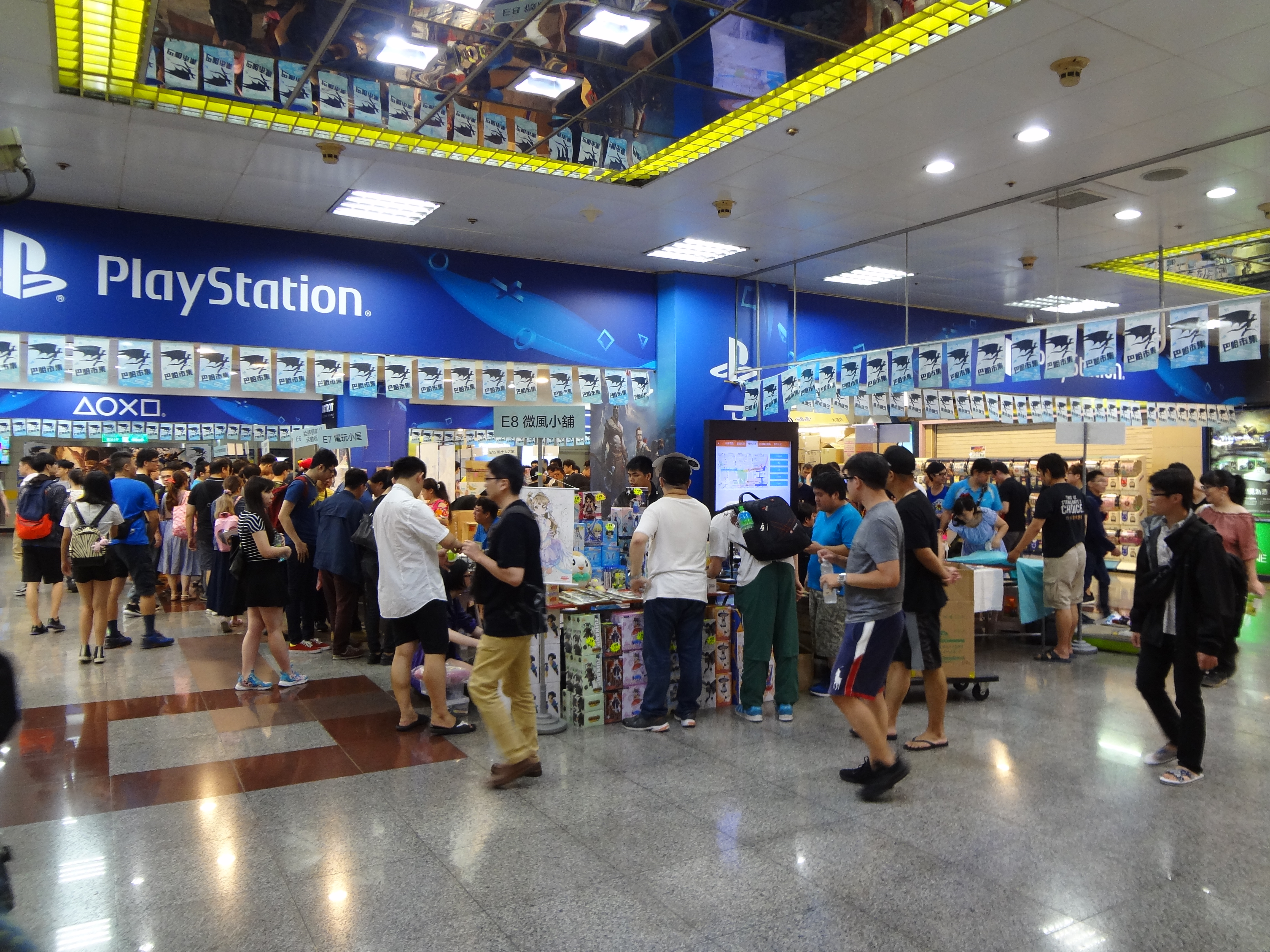
台北地下街的PS4賣店

SCEA首席执行官Jack Tretton宣布PS4游戏价格会在0.99美元到60美元之间。PS4游戏不锁区，也就是在一个地区买的游戏可以在任何地区运行。而且游戏可以交易、租借，也就是购买的游戏可以随购买者的意愿随意处理。
索尼希望能让独立游戏制作者更轻松地为PS4开发游戏。在2013年的E3展上，索尼透露他们将会允许开发者在PSN上独自出版PS3、PS4和PS Vita游戏。索尼不久之后宣称，在2013年末，至少十个独立游戏会作为PS4的首发游戏。
不仅在传统零售商以光盘媒介发售游戏，大多数PS4游戏都可以通过线上模式购买。而且，许多游戏都有免费试玩版。玩家可以在任何PS4设备登录来连接到自己的数字游戏库。索尼并没有禁止以游戏光盘为基础的游戏交易，也并没有要求定期联网检查游戏。
PS4的追加下载内容系统和之前的其他PlayStation平台的系统很相似。

### PlayGo
PlayGo可以使玩家更快地玩到支持的游戏。当一个游戏獲选取，只需要加载一小部分文件就可以运行游戏，其他文件在用户游戏的同时加载以节约时间。如果用户更乐于通过光盘玩游戏，那么PS4就会在游戏时加载这些文件到硬盘中，这可以减少读取的时间。这些功能都是经由PS4的协处理芯片。相似地，PS4可以在背景状态下静默升级系统。 

### 向下兼容
索尼已经确认PS4不会原生兼容PS3游戏。
索尼计划使用于2012年7月收购的云服务公司Gaikai的技术，推出PlayStation Now服务，让玩家经由网络在PS4和PS Vita上游玩前世代的游戏。
2015年11月19日，索尼向媒体WIRED正式确认，PS2模拟器即将登陆PS4平台。

### 区域限制
PS4的游戏是不存在区域限制的，然而受监管政策的差异，在某些国家和地区仍存在限制：
 中国大陆：
1. 只允许使用中国大陆地区的PSN账号，而其他国家的PSN账号会被禁止登录和游戏下载[96]，但是不禁止从非中国大陆地区的主机备份进行还原操作[97][98]。索尼官方还在6.20系统更新中隐藏了一个彩蛋，就是PS4国行机可以自行输入特定按键进行解锁外服登陆限制[99]。可是在2020年5月3日大陸PSN商店因其能通過特定按鍵解鎖外服登錄限制被遭到舉報，最終在2020年5月10日上午導致PlayStation官方微博宣佈國行PSN暫停服務[100]，之后该彩蛋于7.51系统更新中被彻底删除。不过在中国大陆的一些购物网站上（如淘宝、天猫等），以及部分线下第三方零售商店也同时销售日版、港版等在中国大陆以外发售的PS4版本，因此这部分版本PS4不受到该限制。

## 新版主机

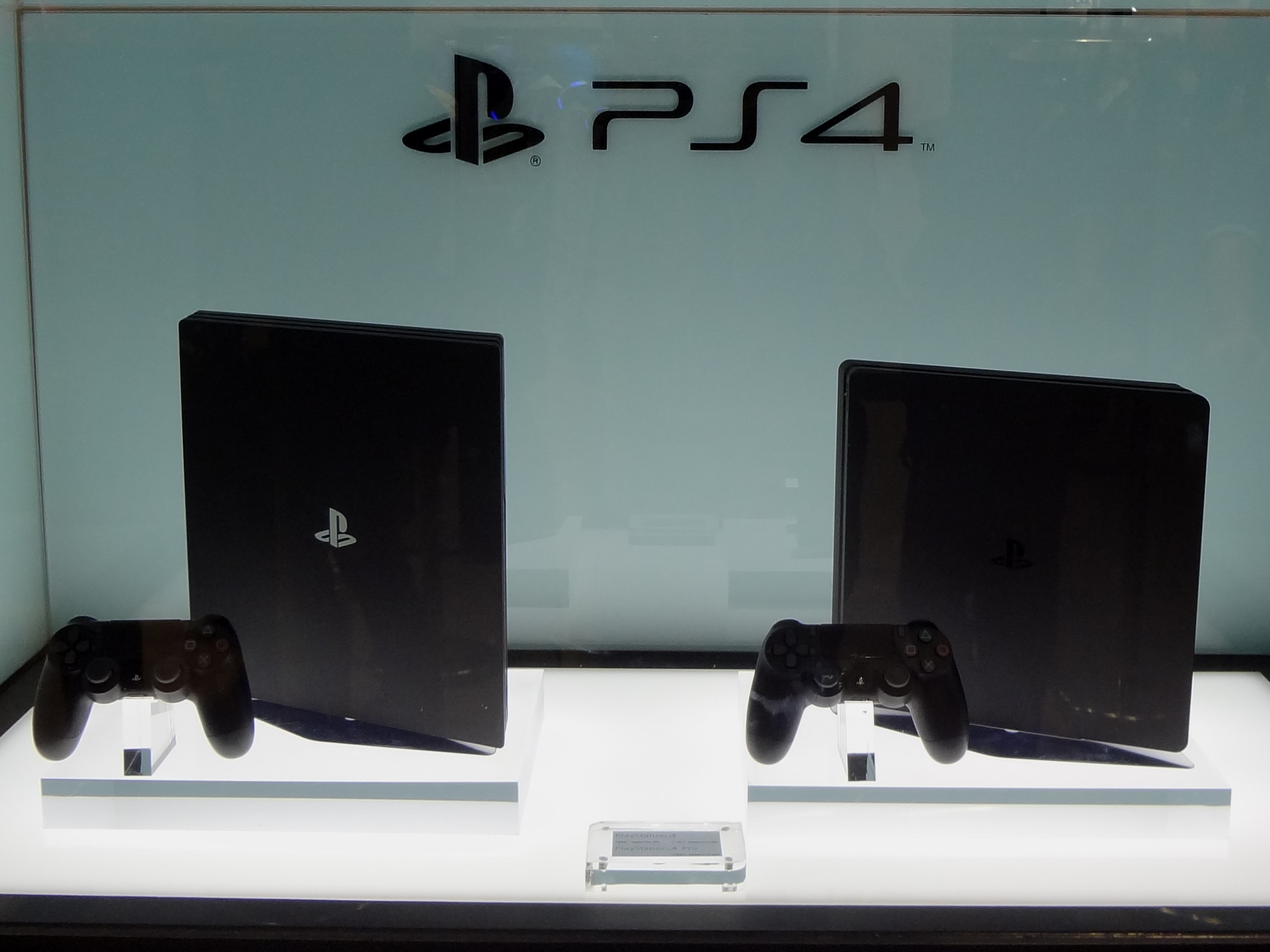
PlayStation 4 Pro與PlayStation 4 Slim

索尼在2016年9月8日发布了两款PlayStation 4新版主机：PlayStation 4 Slim和PlayStation 4 Pro。
- 前者为PlayStation 4的轻薄版，体积减小了大约30%，性能不变。現今官網顯示Slim已為PS4標準版，取代舊版PS4。
- 后者的性能有大幅提升，支持4K分辨率及Bluetooth 4.0、802.11 ac，配置的硬盘也改为1TB起。

### 硬件参数对比
|              | Playstation 4        | Playstation 4 Slim   | Playstation 4 Pro  |
| ------------ | -------------------- | -------------------- | ------------------ |
| 发布日期     | 2013年11月           | 2016年9月            | 2016年11月         |
| 初始售价     | 399美元 (500 GB硬盘) | 299美元 (500 GB硬盘) | 399美元 (1 TB硬盘) |
| 处理器制程   | 28 nm （台积电）     | 16 nm （台积电）     | 16 nm （台积电）   |
| CPU架构      | AMD Jaguar           | AMD Jaguar           | AMD Jaguar         |
| CPU主频      | 1.6 GHz              | 1.6 GHz              | 2.1 GHz            |
| CPU核心数    | 8核心                | 8核心                | 8核心              |
| 统一渲染架构 | 1152 (18 CU)         | 1152 (18 CU)         | 2304 (36 CU)       |
| GPU主频      | 800 MHz              | 800 MHz              | 911 MHz            |
| FP32性能     | 1.84 TFLOPS          | 1.84 TFLOPS          | 4.2 TFLOPS         |
| 内存         | 8 GB GDDR5           | 8 GB GDDR5           | 8 GB GDDR5         |
| 内存频率     | 5500 MHz             | 5500 MHz             | 6800 MHz           |
| 内存总线     | 256位                | 256位                | 256位              |
| 内存带宽     | 176 GB/s             | 176 GB/s             | 218 GB/s           |
| 存储形式     | 2.5英寸硬盘          | 2.5英寸硬盘          | 2.5英寸硬盘        |
| 存储容量     | 500 GB, 1 TB         | 500 GB, 1 TB         | 1 TB               |

## 評價

### 發售前
PlayStation 4在發售前普遍受到來自開發商和媒體正面評價。
Epic Games的馬克·瑞恩（Mark Rein）讚賞PlayStation 4上「強化」的架構，並形容為「一款驚人傑出的硬體」。id Software的共同創辦人和程式設計師約翰·卡馬克也對主機的設計作出評論，表示「索尼在工程技術方面作出了明智的選擇」，Gearbox Software的藍迪·畢奇弗（Randy Pitchford）則對主機內高速記憶體的容量感到滿意。
Eurogamer網站以「令人印象深刻」來形容PlayStation 4的繪圖科技，並認為索尼針對PlayStation 3時期開發者遇到的各種困難做出改進。Insomniac Games的總裁兼執行長泰德·派斯表示：「身為索尼長期的合作夥伴，我們對於過去數十年間一些極佳的遊戲機科技感到滿意，而現在看來PS4將能夠延續這股潮流。我認為大多數家用主機遊戲開發商總是不斷追求更強大的效能、更多的記憶體、更大的儲存空間、更快的讀取時間⋯⋯索尼很清楚地展示了我們將會在新主機上實現這些願望。」此外他也對於Gaikai遊戲串流技術有所期待，認為該技術可讓家用遊戲主機作品在更多不同的裝置上遊玩。

#### 巴西售價
在2013年10月17日，索尼宣布PlayStation 4在巴西的价格为3,999巴西雷亚尔（約為1,759美元）。索尼巴西分公司解释其主要原因是巴西政府高昂的進口关税，其占售价的60%到70%。索尼拉丁美洲主管馬克·史丹利（Mark Stanley）在2013年10月21日針對巴西的PlayStation 4的售价发表声明。聲明中的数据显示，巴西政府的进口税和消费税的比例为63%（2,524巴西雷亚尔），再加上其他的各項費用，使PlayStation在巴西的售价高达3,999巴西雷亚尔。史丹利並表示索尼正在尝试与巴西政府沟通，减低进口税，并採用與PlayStation 3相同的做法，計劃在當地生产元件以降低主機在巴西的价格。

### 销量

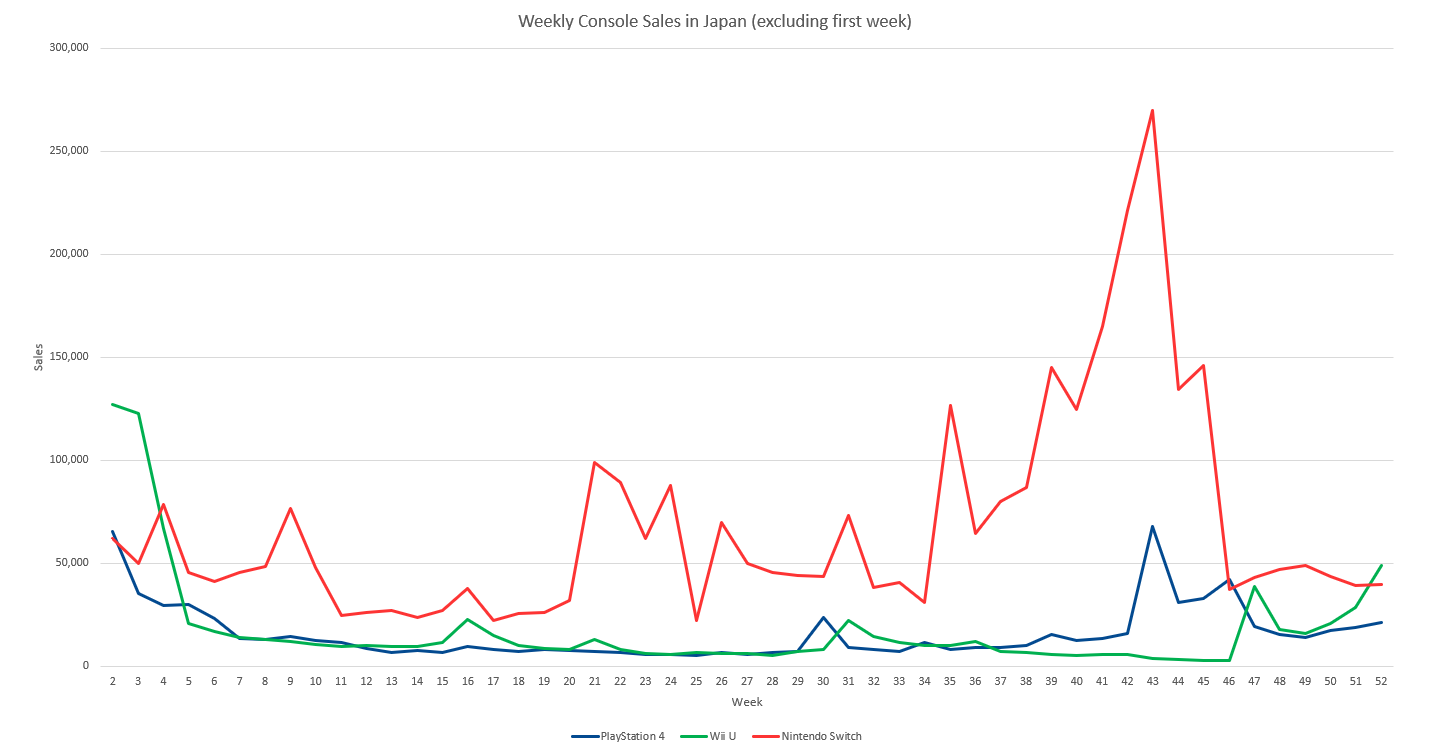
PlayStation 4与竞争对手任天堂的两款同世代产品Switch以及Wii U在日本的首年销量对比

- 2013年8月宣布PlayStation 4的預購數量已超過100萬台[110]。在北美洲正式發售日當天，主機在24小時內也售出超過100萬台[111]。在英國，PlayStation 4成為發售時銷售量最高的遊戲主機，在上市後48小時內即售出了25萬台[112]，五週後總計在英國市場共售出53萬台的PlayStation 4[113]。

- 2013年12月3日，PlayStation 4在全世界共售出了210萬台[114]。2014年1月7日，索尼電腦娛樂在消費性電子展（CES）上宣布，至2013年底為止，PS4共計已售出420萬台[115]，遊戲軟體則售出超過970萬片[116]。2014年2月18日，索尼宣布截至該年2月8日PS4總銷售量為530萬台，同時PS4也是2014年1月間美國最暢銷的電子遊戲主機[117][118]PlayStation 4在2014年2月22日於日本上市後，在兩天內售出322,083台[119]。

- 2014年8月12日（当地时间），索尼電腦娛樂於Gamescom2014上宣布PlayStation 4销量已超过1,000万台[120]。

- 2015年3月4日，索尼電腦娛樂宣布截至3月1日，PlayStation 4销售量已超过2,020万台[121]，成为當年销售速度最快的游戏机。

- 2015年11月25日，索尼電腦娛樂發布新聞稿，宣布PlayStation 4全球實際销售量已超过3,020萬台[122]。

- 2016年5月26日宣佈，「PlayStation®4」至2016年5月22日為止，全球累積銷售量已超過4,000萬台，是「PlayStation®」歷代遊戲主機中，以最快速度普及與擴大市場的主機。

- 索尼互動娛樂宣布，電視遊樂器主機「PlayStation 4（PS4）」在經歷了PlayStation史上銷量最高的黑色星期五之後，全球累積銷量已於2016年12月6日突破5000萬台，其中包含11月開賣、能夠體驗4K超高解析度影像的加強版主機「PlayStation 4 Pro（PS4 Pro）」在內。

- 2017年6月11日為止，PS4全球累計銷售量已突破6,000萬台大關、來到6,040萬台[123]。

- 2018年12月31日為止，PlayStation 4(PS4)在全球共售出9160萬台。其中光是在2018年底聖誕及新年假期旺季 (2018年11月19日至2018年12月31日) 期間，便售出了560萬台以上。

- 2019年6月，PS4的全球累計銷量突破了1億台[124]。

### 品质
2013年11月15日PS4在美国首发后，多地涌现产品存在质量问题的报告，包括无法开机、反复重启、异常关机、无法显示等，亚马逊网站中近4成评价为一星指责质量不佳。同时有少数用户发帖指产品组装不良，存在零件缺失。索尼官方回应称PS4故障率仅0.4%，故障为个别事件。2013年11月16日，有不知名中国网民在北方信息工程学院贴吧发帖称，故障为负责代工的富士康工厂对待实习大学生的工作环境恶劣，引致消极怠工的报复行为，而一个月前也确有富士康强迫西安工业大学北方信息工程学院5000名大学生赶工PS4的报道，使此说法更受到关注。

## 發售日期

### PlayStation 4
PlayStation 4最初在2013年11月15日於北美洲市場率先發售，接著於歐洲、南美洲、大洋洲、非洲、中東和亞洲（日本和中國大陸除外）地區陸續上市。其中與過往PlayStation系列主機不同的是，在亞洲市場中，韓國、香港、台灣比日本更早推出。製造商索尼所屬的國家日本則是在2014年2月22日上市。

#### 中国大陆
索尼于2014年召开发布会，宣布PlayStation 4中国大陆版于2015年1月11日上市。但预定上市几天前，索尼中国突然声明上市时间推迟，且未给出原因及新上市时间。一时间舆论猜测纷纷，有评论认为是因名为“刘睿哲”的民众向北京市文化局官方网站进行实名举报所致，甚至引發网友对当事人的声讨和人肉搜索；但亦有消息称延期仅与游戏审批受阻有关。2015年3月，随着PlayStation 4首发游戏一一通过国家新闻出版广电总局审批，索尼中国重新宣布PlayStation 4中国大陆版于2015年3月20日上市，但存在区域限制问题。
| 發售日         | 國家或地區 |
| -------------- | --- |
| 2013年11月15日 | 美国 加拿大 |
| 2013年11月29日 | 英国 爱尔兰 法國 比利时 荷蘭 盧森堡 德国 瑞士 奥地利 義大利 西班牙 葡萄牙 丹麦 瑞典 挪威 芬兰 波蘭 俄羅斯 新西兰 巴西 阿根廷 智利 哥伦比亚 薩爾瓦多 墨西哥 巴拿马 秘魯 |
| 2013年12月13日 | 南非 阿联酋 沙烏地阿拉伯 科威特 巴林 阿曼 捷克 斯洛伐克 希腊 土耳其 玻利维亚 尼加拉瓜 巴拉圭 乌拉圭 委內瑞拉 ·                                                         |
| 2013年12月17日 | 香港 |
| 2013年12月18日 | 臺灣 |
| 2013年12月19日 | 新加坡 |
| 2013年12月20日 | 马来西亚 |
| 2014年1月6日   | 印度 |
| 2014年1月9日   | 印度尼西亞 |
| 2014年1月14日  | 菲律賓 泰國 |
| 2014年2月22日  | 日本 |
| 2015年3月20日  | 中国 |

### PlayStation 4 Slim
部分舊遊戲有相容問題無法使用：

1. Metro Redux

2. Mortal Kombat XL

3. Darksiders 2 Deathinitive

4. Destiny

5. Injustice 2
| 发售日         | 地区及国家         |
| -------------- | ------------------ |
| 2016年9月9日   | 韩国、台湾、香港   |
| 2016年9月15日  | 美国、加拿大、日本 |
| 2016年9月16日  | 欧洲、大洋洲       |
| 2016年9月17日  | 新加坡             |
| 2016年10月中旬 | 马来西亚           |
| 2016年11月11日 | 中国大陆           |

### PlayStation 4 Pro
代号“NEO”，2016年11月10日于全球发售，型号为CUH-7000，性能上较普通Playstation 4有升级。
硬件方面，主要是CPU主频有所提高，从1.6GHz提高到2.1GHz，这样运算性能达到了4.2TFlops。此外，GPU虽然基本架構没有变化，只有细微改进，不過得益於運算單元倍增以及時脈提升，对高清游戏和电影的硬解码能力进一步加强。硬件的提高使得Pro版硬件能够支持4K清晰度的游戏，并提高了虚拟现实（VR）设备的支持。部分新发售的游戏能够识别Pro版并对其专门优化。随着2017年，4.5版本固件升级，使得Pro支持游戏以“加速模式”（Boost Mode）运行；额外还带来了诸如自定义壁纸，以及支持最高8TB外置硬盘，并支持外置硬盘进行游戏存储（需交由PlayStation进行格式化）等功能。
虽然可以播放4K流媒体，却不支持“超高清蓝光光碟”（Ultra HD Blu-ray）的播放。
為了对应游戏种类的提升，配置的硬盘也改为了1TB起（原版为500GB起）；同样支持玩家自行更换（2.5英寸硬盘，7mm与9mm厚度）。
此外，Playstation 4 Pro的首发版本中有日本製造的机台，遭到一些中间商囤积加价。

## 外部連結
PS4 日本公式サイト （页面存档备份，存于）（日語） - SCEJA
- PS4 - PlayStation.Blog （页面存档备份，存于）
- プレイステーション公式的X（前Twitter）
- PS4 Tournaments JP的X（前Twitter）
- プレイステーション ／ PlayStation（Japan）的Facebook專頁
- プレイステーション PlayStation的Instagram帳戶
- YouTube上的PlayStation Japan頻道
- PlayStationJapan的Twitch频道